# Sery podpuszczkowe

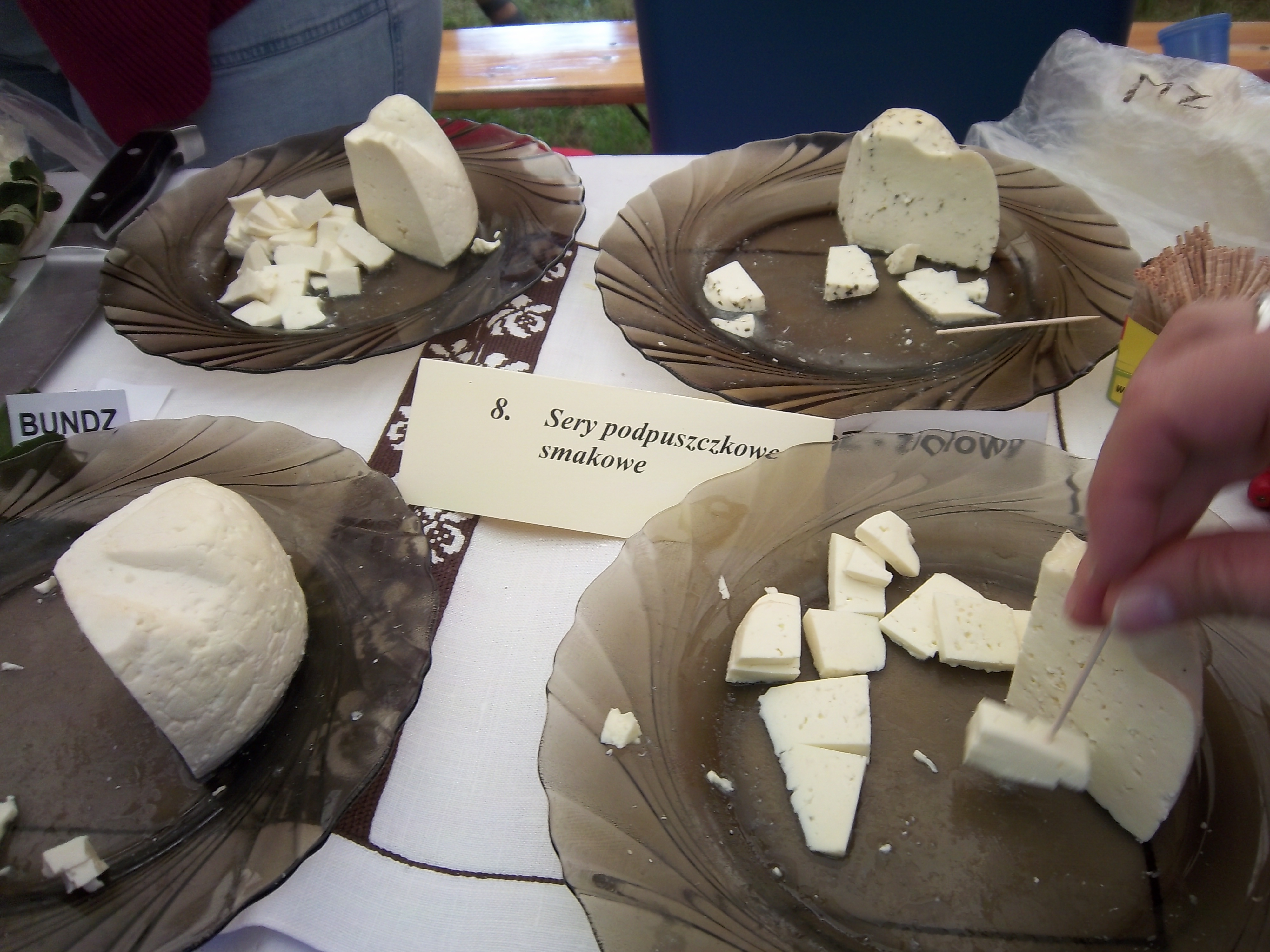
"Sery podpuszczkowe smakowe" na talerzach

Sery podpuszczkowe − rodzaj serów, w których masa serowa otrzymywana jest przez denaturację mleka podpuszczką, a następnie poddawana jest dojrzewaniu.
Obecnie w serowarstwie wykorzystuje się nie tylko podpuszczkę naturalną, ale także mikrobiologiczną oraz genetycznie modyfikowaną. Sery podpuszczkowe wymagają skomplikowanej kilkuetapowej produkcji. Zależnie od techniki obróbki skrzepu i sposobu dojrzewania, dzielą się na:
| sery miękkie                 | sery miękkie                                                                           | sery miękkie                            |
| ---------------------------- | -------------------------------------------------------------------------------------- | --------------------------------------- |
| roquefort                    | sery pleśniowe                                                                         | - brie - camembert - roquefort          |
| ser limburski                | sery maziowe                                                                           | ser limburski                           |
| bryndza                      | sery pomazankowe                                                                       | bryndza                                 |
| sery twarde                  |                                                                                        |                                         |
| ementaler                    | typ szwajcarski o słodkim, bardzo delikatnym smaku                                     | ementaler                               |
| parmezan                     | typ włoski bardzo twardy i mocno pikantny                                              | parmezan                                |
| cheddar                      | typ angielski o ostrym, nieco kwaskowatym posmaku                                      | cheddar                                 |
| oscypek                      | typ bałkański łagodny w smaku i zapachu, wytwarzany z masy serowej uprzednio sparzonej | - mozzarella - oscypek                  |
| gouda                        | typ holenderski łagodny, lekko kwaskowaty smak                                         | - gouda - edamski - podlaski - zamojski |
| ser tylżycki                 | typ szwajcarsko-holenderski smak i zapach jest bardziej ostry                          | ser tylżycki                            |
| różne rodzaje sera topionego | sery topione                                                                           | sery topione                            |